# 水木英昭
水木 英昭（みずき ひであき、1969年4月28日 - ）は日本の俳優、演出家。 茨城県下館市(現筑西市) 出身。茨城県立下館第一高等学校卒業。水木英昭プロデュース主宰。

## 経歴、人物
1989年、三宅裕司が主宰する劇団スーパー・エキセントリック・シアターに入団。同年より本公演に出演し、2000年に退団するまで三宅裕司の演出助手を務める。1995年より年１回、オフSET公演としての水木プロデュース作品を上演。2000年に退団したのち、映画、Vシネマへの出演、イベントやパフォーマンス公演の演出、映画制作へと活動の幅を広げる。2005年9月に「眠れぬ夜のホンキートンクブルース」で水木英昭プロデュースを開始する。
趣味：ゴルフ、特技：アクション、殺陣

## 出演[2][3]

### テレビドラマ
- Ｙ殺人事件　湯けむりスキーと女子大生!?（1990年3月29日 TBS）
- 刑事犬カール　瀬戸内の追跡（1991年3月23日 TBS）
- 世にも奇妙な物語（1991年9月19日 フジテレビ）
- 超光戦士シャンゼリオン（1996年 テレビ東京）- 箸袋コレクター 役
- KIRARA（1996年 テレビ朝日）
- WITH LOVE（1998年 フジテレビ）
- はるちゃん2（1998年 TBS）
- リミット もしも、わが子が…（2000年 日本テレビ）
- ラーメン屋源ちゃんの人情事件簿 （2000年 TBS）
- 火曜サスペンス劇場妻の秘密 夫の不貞 姑の見栄（2006年3月14日 日本テレビ／読売テレビ）
- 特命!刑事どん亀（2006年 TBS）
- お・ばんざい!（2007年 TBS）
- 隠蔽捜査2 ～果断～（2008年10月4日）

### バラエティ
- ウッチャンナンチャンの誰かがやらねば!（1990年 TBS）
- ウッチャンナンチャンのやるならやらねば!（1991年 TBS）
- うれしたのし大好き（1992年 フジテレビ）
- 中居正広のミになる図書館（2014年5月27日 テレビ朝日）[4]
- ナカイの窓（2014年 日本テレビ）

### ドキュメンタリー
- クリエイターズエレメンツ（1997年 テレビ東京）
- 未来図鑑〜NEXT BREAKER〜（2006年 ＢＳジャパン）

### 舞台
- 劇団スーパー・エキセントリック・シアター
  - Vol.27 メガ・デス・ポリス（1989年）
  - オフSET公演Vol.4「Dirt」(1989年6月)
  - Vol.28 THE END of THE END～カーテンコールに花束を～（1990年）
  - オフSET公演「Dirt」(1991年1月)
  - Vol.29 新約・JAPAN書記～日本の歴史から、JAPANの歴史へ～（1991年）
  - 岸谷五朗プロデュース公演Vol.1「ドヘネケヘキシン」（1992年2月）
  - 岸谷五朗プロデュース公演Vol.2「隔世遺伝シャーベット」（1993年4月）
  - Vol.30 名探偵丸越万太「左脳民主主義殺々人々事件」（1992年）
  - Vol.31 パラダイス・ア・ゴーゴー～走り出す一歩のために～（1993年）
  - PPPのP（1993年）- 出演・演出
  - Vol.32 新宿銀行東中野独身寮殺人事件（1994年）
  - Vol.33 シャンバラ・チンタマニ第四帝国の逆襲～ミュージカル・アクション・ファシズム（1994年）- ドンナ役
  - スタントバイミー（1994年9月）- 出演・演出
  - Vol.34 THE癌FIGHTER（1995年）
  - Vol.35 超伝導パチンコベイビー（1997年）- イヌヒト役
  - Vol.36 昨日たちの旋律～イエスタデイズ・メロディ～（1998年）
  - イレギュラーステージ タックス・カッターズ（1999年〜2000年）- 財務省事務次官・田中祐也役
  - Vol.37 未来マヤ文明の逆襲（1999年）- ドスアミーゴ役
  - バイオロイド零年（2000年）- ヨッパパラッチ役
  - Vol.38 THEスターダスト（2000年）- 吉岡役・他

- オフSET水木英昭プロデュース
  - VOL.1 SO SOLDIER（1996年）- 演出・豪士役
  - VOL.2 NAKID POLICE（1997年）- 演出・和賀役
  - VOL.3 LAZY MIDNIGHTR（1997年）- 演出・遊馬役
  - VOL.4 SO SOLDIER（1998年）- 演出・豪士役
  - しまなみ海道'99イベント招聘公演 SO SOLDIER（1999年）- 演出・豪士役
  - VOL.5 蘇洲夜曲（1999年）- 演出・氷村玲司役
  - VOL.6 房州挽歌（1999年〜2000年）- 脚本・演出・大八役
  - 蘇州夜曲 広島死闘編（2001年12月）- 演出・氷村玲司役

- 水木英昭プロデュース
  - vol.1 眠れぬ夜のホンキートンクブルース（2005年9月）- 演出・太一役
  - vol.2 眠れぬ夜の電波ハイジャック〜 LAZY MIDNIGHT〜（2006年3月）- 脚本・演出・遊馬役
  - vol.3 眠れぬ夜のホンキートンクブルース〜HOST2 〜（2006年12月〜2007年1月）- 演出・太一役
  - vol.4 眠れぬ夜のホンキートンクブルース EPISODE１〜上京編〜（2007年3月〜4月）- 演出・DJ役
  - LIVE vol.1 サマーカーニバル（2007年7月）- 構成・演出・出演
  - vol.5 眠れぬ夜のストレイドッグエレジー 〜蘇州夜曲〜（2007年9月）- 脚本・演出・郷田役
  - LIVE vol.2 眠れぬ夜のLIVE story(s)（2007年12月）- 構成・演出・出演
  - LIVE vol.3 眠れぬ夜のLove Letter Story（2008年3月）- 構成・演出・出演
  - vol.6 眠れぬ夜の電波ハイジャック 〜銀座でLAZY MIDNIGHT〜（2008年5月〜6月）- 脚本・演出・南雲役
  - LIVE vol.4 サマーカーニバル２（2008年8月）- 構成・演出・出演
  - vol.7 眠れぬ夜のホンキートンクブルース完結編 〜ホスト参上〜（2008年10月）- 演出・太一役
  - LIVE vol.5 大橋光・白土直子 featuring LIVE（2008年11月）- 構成・演出・MC
  - LIVE vol.6 コントライブ１（2009年4月）- 構成・演出・出演
  - LIVE vol.7 サマーカーニバル３（2009年7月）- 構成・演出・出演
  - vol.8 眠れぬ夜のサバイバル・パーティー 〜SO SOLDIER〜（2009年8月）- 演出・楠源一郎役
  - vol.9 虹色唱歌 〜眠れぬ夜のオールドメロディー〜（2009年9月）- 脚本・演出・柳猛役
  - vol.10 眠れぬ夜の１×８ レクイエム〜ネイキッドポリスアカデミー〜（2010年6月）- 脚本・演出・荻原役
  - vol.11 SAMURAI挽歌 〜房州幕末編〜（2011年3月）- 脚本・演出・佐馬次役
  - vol.12 蘇州夜曲 龍組・虎組（2011年7月）- 脚本・演出・郷田役
  - LIVE vol.8 サマーカーニバル４（20011年8月）- 構成・演出・出演
  - vol.13 SAMURAI挽歌2012 〜房州幕末編〜（2012年4月）- 脚本・演出・佐馬次役
  - vol.14 SAMURAI挽歌Ⅱ 〜紀州の魂〜（2012年11月〜12月）- 脚本・演出・佐馬次役
  - vol.15 SAMURAI挽歌Ⅲ 〜ラストサムライCode.J〜（2013年6月〜7月）- 脚本・演出・佐馬次役
  - 眠れぬ夜のLOVEストーリーズvol.1（2013年10月）- 演出
  - vol.16 眠れぬ夜のホンキートンクブルース 第二章 ～復活～（2014年5月〜6月）- 演出・太一役
  - vol.17 レイジーミッドナイト（2014年11月〜12月）- 脚本・演出・Q太郎役
  - vol.18 眠れぬ夜のホンキートンクブルース 第二章 ～飛躍～（2015年5月〜6月）- 演出・太一役
  - vol.19 蘇州夜曲（2015年11月）- 脚本・演出・郷田役
  - vol.20 眠れぬ夜のホンキートンクブルース第二章～キセキ～（2016年8月〜9月）- 演出・太一役
  - vol.21 眠れぬ夜のホンキートンクブルース第三章～覚醒～（2017年6月）- 演出・太一役
  - vol.22 眠れぬ夜のホンキートンクブルース外伝～ティーダのうた～（2017年11月）- 演出・太一役
  - 陣内の門～1st ACT～（2018年6月〜7月）- 構成・演出
  - vol.23 虹色唱歌（2018年11月〜12月）- 脚本・演出・幽役
  - 山田邦子の門（2019年5月〜6月）- 演出・副島太一役
  - vol.24 蘇州夜曲（2019年11月）- 脚本・演出・郷田役
  - 山田邦子の門2020〜クニリンピック〜（2020年11月〜12月）- 脚本・演出・副島太一役
  - vol.25 レイジーミッドナイト（2021年6月〜7月）- 脚本・演出
  - vol.26 眠れぬ夜のライブストーリー〜津田英佑芸能生活30周年記念だってよ！〜（2021年12月）- 脚本・演出

- ナトゥレーザ（2001年）- カジゾウ役・脚本・演出
- 江戸っ子芸者夢奴奮戦記（2003年4月〜5月）[5]
- ミュージカル I LOVE JOKERS（(2003年7月)- 佐竹マネージャー役、佐々木先生役[6]
- 男の一生（2010年11月）[7]
- シェイクスピアレビュー 笑いすぎたハムレット（2009年12月）[8]
- ブラボーファイヤーマン（2003年7月）- 演出・出演
- ゴレンズ（2004年）- 演出・出演
- 明日にかけるはし（2007年2月）[9][10]
- 天井（2008年11月）[11]

### 映画
- KAMIKAZE TAXI（en: Kamikaze Taxi）（1995年）[12]
- 心霊 (映画)２（1997年）- 「待ちぼうけ」ケン役[13][14]
- サバイバル自衛隊 SO SOLDIER（2005年）- 監督・豪士役[15]
- フルメタル・ジャケット 日本語吹替音声追加収録版DVD（2008年）- 吹き替え
- マザー (映画)（2014年）

## 演出等
- 溌(hatsu)（1998年5月、1999年1月）- 作・演出
- サザンオールスターズ桑田佳祐ソロコンサートAAA（1999年）- バックダンサー振付
- 12.ヒトエ『レントゲン』プロモーションビデオ（2000年）- 殺陣振付
- 沖縄サミット後夜祭 アクロバットショー（2001年）- 演出
- 日本万博山口きらら博 山本寛斎プロデュース スーパーテーマ館アクロバットショー（2001年）- 演出
- アクロバットダンスカンパニーG-ROCKETS「太陽の第九」（2000年12月）- 作・演出
- アクロバットダンスカンパニーG-ROCKETS「愛と青春のみにくいあひるの子」（2002年6月）- 脚色・演出
- TSP 2nd Final Live（2002年7月）- プロデュース、MC[16]
- エコプロダクツ ENEOSブース ミニシアター（2007年〜2013年）- 構成・演出
- さっぽろ雪まつり パナソニック「ぽかぽかステーション」ミニシアター（2014年）- 構成・演出
- 森永製菓 キョロちゃん ダンスミュージカル☆2014（2014年）- 演出